# Chía
Chịa là một khu tự quản thuộc tỉnh Cundinamarca, Colombia. Thủ phủ của khu tự quản Chía đóng tại Chía Khu tự quản Chía có diện tích ki lô mét vuông. Đến thời điểm ngày 28 tháng 5 năm 2023, khu tự quản Chía có dân số 158258 người.